# 土台と上部構造

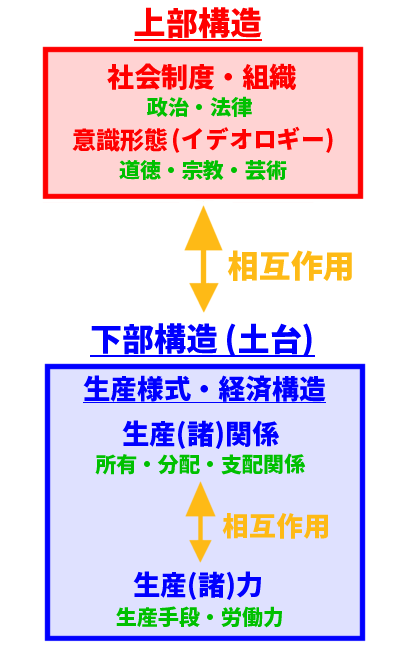
下部構造（土台）と上部構造。

土台（どだい、独: Basis, 英: base）もしくは下部構造（かぶこうぞう、独: Unterbau, 英: substructure, infrastructure）と、上部構造（じょうぶこうぞう、独: Überbau, 英: superstructure）は、マルクス主義において社会構造とその変遷を説明するのに用いられる概念。

## 概要
マルクス主義において、土台・下部構造とは、
- 生産(諸)力（独: Produktivkräfte、英: productive forces） - 生産手段と労働力の組み合わせ[1]。
- 生産(諸)関係（独: Produktionsverhältnisse、英: relations of production） - 生産手段の所有関係と、それに基づく分配関係・階級関係[2]。

の2つから成る生産様式（独: Produktionsweise、英: mode of production）を中心とした経済構造の総体を指す。
また上部構造とは、政治・法律・道徳・宗教・芸術などの社会的な制度・組織や意識形態（イデオロギー）を指す。
まとめると、
- 上部構造 - 社会制度・イデオロギー。
- 下部構造（土台） - 生産様式・経済構造。
  - 生産(諸)関係 - 生産手段の所有と分配・支配関係。
  - 生産(諸)力 - 生産手段と労働力。

という構成になる。
この内、生産(諸)力が発展すると、それに最適化する形で生産(諸)関係に、そして下部構造（土台）全体に変革が起き、上部構造もそれに合わせて変化するし、逆に上から下へと作用を及ぼすこともあり、そうした「弁証法（相互作用）」的な過程として、人間社会と、人類の歴史の構造が説明される（唯物弁証法・唯物史観）。